# Спринг Крик (Јужна Дакота)
Спринг Крик (енгл. Spring Creek) насељено је место без административног статуса у америчкој савезној држави Јужна Дакота.

## Демографија
По попису из 2010. године број становника је 268, што је 132 (97,1%) становника више него 2000. године.
| Група             | 2000.    | 2010.    |
| Белци             | 0 (0,0%) | 4 (1,5%) |
| Афроамериканци    | 0 (0,0%) | 1 (0,4%) |
| Азијати           | 0 (0,0%) | 0 (0,0%) |
| Хиспаноамериканци | 0 (0,0%) | 5 (1,9%) |
| Укупно            | 136      | 268      |